# Petrea volubilis
Espèce
Synonymes
- Petrea amazonica Moldenke[1]
- Petrea arborea Kunth[2]
- Petrea aspera Turcz.[2]
- Petrea colombiana Moldenke[1]
- Petrea erecta Lodd.[1]
- Petrea fragrantissima Rusby[1]
- Petrea kohautiana C.Presl[1]
- Petrea kohautiana K. Presl[3]
- Petrea mexicana Willd. ex Cham.[1]
- Petrea nitidula Moldenke[1]
- Petrea ovata M.Martens & Galeotti[1]
- Petrea racemosa Nees[1] [2]
- Petrea serrata C.Presl[1]
- Petrea vincentina Turcz.[1]

Petrea volubilis, dite liane Saint-Jean, est une espèce de lianes vivaces de la famille des Verbénacées, originaire d'Amérique centrale et du Mexique. 

## Description
Petrea volubilis est une plante grimpante, présente dans les jardins.
Elle fleurit du printemps jusqu'au milieu, voire à la fin de l'été. Son feuillage est persistant, vert foncé, les feuilles à court pétiole sont longues d'environ 20 cm. Le fruit est un akène et les fleurs en tresses donnent à la plante une apparence somptueuse en pleine floraison. Suivant le climat, cette liane peut avoir jusqu'à deux floraisons dans l'année. Ses fleurs très nectarifères attirent les papillons. Il existe deux variétés, la plus commune à fleurs mauves, et celle à fleurs blanches, Albiflora.
En climat tempéré, Petrea volubilis tolère un gel très léger et fugace de l'ordre de -1 à -2 °C, mais au-delà de ce seuil, la plante meurt.
Elle peut être ravagée par les cochenilles et doit donc être traitée.

## Utilisation
L'ethnie des Wayapi (Amérique, Guyane, Brésil) utilise traditionnellement une préparation avec la sève, afin de soigner brûlures, blessures, inflammations et abcès.

## Liste des variétés
Selon Tropicos (9 mars 2019) (Attention liste brute contenant possiblement des synonymes) :
- variété Petrea volubilis var. alba G.F. Freeman & W.G.Freeman
- variété Petrea volubilis var. albiflora (Standl.) Moldenke
- variété Petrea volubilis var. pubescens Moldenke
- variété Petrea volubilis var. volubilis